# M.J. Devonshire
Marlin "M.J." Devonshire (Aliquippa, 12 settembre 2000) è un giocatore di football americano statunitense che milita nel ruolo di cornerback per i Baltimore Ravens della National Football League (NFL). Al college ha giocato per Kentucky e Pittsburgh e fu selezionato nel settimo giro del Draft NFL 2024 dai Las Vegas Raiders.

## Carriera universitaria

### Kentucky
Devonshire, originario di Aliquippa in Pennsylvania, cominciò a giocare a football nella locale Aliquippa High School. Valutato come un prospetto medio-alto per il college football, quattro stelle su cinque, nel 2019 andò a giocare per l'Università del Kentucky con i Wildcats che militano nella Southeastern Conference (SEC) della Divisione I della Football Bowl Subdivision (FBS) della NCAA.
Con i Wildcats Denvonshire giocò nelle stagioni 2019 e 2020 collezionando complessivamente quattro presenze, con sei tackle e due passaggi deviati. Al termine della stagione 2020 Devonshire decise di sfruttare la possibilità data dalla NCAA di trasferirsi a giocare in un altro college.

### Pittsburgh
Devonshire si trasferì nel 2021 all'Università di Pittsburgh andando a giocare con i Panthers che militano nell'Atlantic Coast Conference (ACC) della Divisione I della FBS. 
Nel suo primo anno con i Panthers Devonshire giocò 9 partite con 17 tackle, tre passaggi deviati e un intercetto. Nel 2022 fece 13 presenze, con 34 tackle, otto passaggi deviati, tre intercetti e anche due touchdown, inoltre ritornò 24 punt per 233 yard e un touchdown. Iniziò la stagione 2023 venendo riconosciuto come uno dei migliori giocatori a disposizione dei Panthers. Concluse l'annata con 12 gare giocate, 32 tackle, quattro intercetti e un touchdown.
Premi e riconoscimenti
- 2 Second-team All-ACC (2022,2023)

## Carriera professionistica

### Las Vegas Raiders
Devonshire fu scelto nel corso del settimo giro (229ª scelta assoluta) del Draft NFL 2024 dai Las Vegas Raiders. Il 9 maggio 2024 Devonshire firmò il suo contratto da rookie: un accordo quadriennale da 4,1 milioni di dollari, di cui 110.000 dollari garantiti alla firma.
Il 27 agosto 2024 i Raiders inserirono Devonshire nel roster attivo iniziale per la stagione 2024, ma il giorno successivo fu svincolato e poi il giorno dopo ancora aggregato alla squadra di allenamento, dove passò l'intera stagione 2024, senza scendere mai in campo.
Il 6 gennaio 2025, al termine della stagione regolare, Devonshire firmò da riserva/contratto futuro. Il 25 aprile 2025, per far spazio ai nuovi giocatori selezionati nel draft, Devonshire fu svincolato.

### Carolina Panthers
Il 28 aprile 2025 Devonshire firmò con i Carolina Panthers. Il successivo 25 luglio fu svincolato.

### Baltimore Ravens
Il 9 agosto 2025 Devonshire firmò con i Baltimore Ravens.